# Semiothisa caesiata
Semiothisa caesiata là một loài bướm đêm trong họ Geometridae.